# Chudí lidé
Chudí lidé jsou povídka české spisovatelky Boženy Němcové, napsaná roku 1856. K napsání povídky Němcovou inspirovaly osudy obyvatel Červeného Kostelce, kde žila se svým manželem necelý rok.

## Děj
Hlavní postavou je žena, která se chystá do města, jež autorka zmiňuje pod písmenem K (jedná se o Červený Kostelec, roli ženy představuje částečně samotná autorka povídky). Všichni ji ovšem nutí, aby se do města K nestěhovala. Žena se nastěhuje k rodině obchodníka Hlouška a jeho manželky. Manželka je baculatá a vtipná a pár je bezdětný, proto přijme manželka jako schovanku svou neteř.
Žena se zajímá, proč je město tak chudé. Obchodník jí vypráví o velikém požáru, jenž se ve městě před deseti lety odehrál a zubožil celé město. Seznámí se s místním lidem a potká i hodného člověka Jakuba Halinu. Nikdo neví, jak se tento člověk jmenuje, a tak mu pro jeho prostý šat, kterým byla omšelá halena, dali přezdívku Halina.